# Beredskapstroppen
L'unité de réaction d'urgence (Beredskapstroppen en norvégien), dont le symbole est le delta, est l'unité d'élite de la police norvégienne, spécialisée dans les opérations antiterroristes, les arrestations d'individus particulièrement dangereux, la libération d'otage.

## Organisation
Le Beredskapstroppen est organiquement rattaché au district policier d'Oslo, mais est compétent sur l'ensemble du territoire norvégien, y compris les plates-formes des mers du Nord et de Norvège. Ses membres passent la moitié de leur temps dans l'entraînement et la préparation des missions, et le restant en participant au travail de maintien de l'ordre dans Oslo. Pour l'entraînement au combat en milieu clos, ils utilisent souvent une cité spécialement construite à l'intérieur du camp militaire de Rena construit à l'origine pour l'entraînement du bataillon Telemark et des forces spéciales.

## Opérations
D'après le site officiel du groupe, ils conduisent en moyenne près d'une opération armée par jour. En 2004, par exemple, ils mènent 422 opérations armées mais ne font usage de leurs armes qu'à deux reprises. Depuis octobre 2006, le groupe focalise ses opérations contre les groupes criminels de la capitale Oslo, arrêtant de nombreux criminels et saisissant nombre d'armes utilisées par ceux-ci. L'une des missions les plus célèbres du Beredskapstroppen est la prise d'otage de Torp au cours de laquelle deux personnes âgées et deux policiers sont pris en otage par deux criminels. À la fin des deux jours du drame, le groupe passe à l'assaut, menant à la libération de tous les otages, la mort d'un des preneurs d'otage et la capture de l'autre. À la suite du cambriolage meurtrier de NOKAS, le groupe arrête un nombre significatif de suspects impliqués dans l'affaire.
Le 22 juillet 2011, le groupe est déployé sur l'île d'Utoya, et appréhende Anders Behring Breivik, auteur des attaques d'Oslo et d'Utoya. Par la suite, l'unité reçoit un entraînement supplémentaire de la part de l'unité tactique d'intervention de la police nationale irlandaise, également nommée unité de réaction d'urgence (Emergency Response Unit ; ERU) de la Garda Síochána.
Des membres de l'unité sont également déployés à plusieurs reprises au sein de l'unité onusienne de police Special Team Six (en) (ST6) qui sert au Kosovo avec pour principale mission d'arrêter les criminels de guerre. D'après les dires d'un des opérateurs du Beredskapstroppen, durant une opération, des grenades et quelques balles sont claquées près de leurs têtes lorsque la ST6 secourt 50 à 60 personnels de l'ONU menacés par des Albanais déchaînés.

## Armement
Les membres du groupe utilisent une plus grande variété d'armes par rapport aux forces de police ordinaires incluant le pistolet Sig Sauer P226 et le fusil Diemaco C8.
| Nom                | Catégorie                  |
| ------------------ | -------------------------- |
| Heckler & Koch P30 | Pistolet semi-automatique  |
| Glock 17           | Pistolet semi-automatique  |
| Sig-Sauer P226     | Pistolet semi-automatique  |
| Heckler & Koch MP5 | Pistolet-mitrailleur       |
| Heckler & Koch MP7 | Pistolet-mitrailleur (PDW) |
| Diemaco C8         | Fusil d'assaut             |
| Benelli M3         | Fusil à pompe              |
| SIG Sauer SSG 3000 | Fusil de précision         |
| ARWEN 37           | Arme à létalité réduite    |